# Jakob Andreasen
Jakob Andreasen (født 25. februar 1994) er en dansk fodboldspiller, der spiller for Varde IF. Hans primære position er på højre side af midtbanen, enten som kant eller bred midtbanespiller.

## Klubkarriere
Andreasen skiftede fra Starup IF til Esbjerg fB. Her spillede han på klubbens ungdomshold.
I sommeren 2013 var Andreasen en ud af de fire U19-holdsspillere, der blev rykket op på førsteholdet. I takt med oprykningen skrev han også under på en 1-årig professionel kontrakt.
Den 2. februar 2015 skiftede han til Brønshøj Boldklub, hvor han også i efteråret 2014 var til prøvetræning. Han spillede for Brønshøj Boldklub frem til sommerpausen.
I februar 2016 skiftede han til Kolding FC, som skulle forsøge at overleve i 2. division 2015-16, hvilket også lykkedes.
Han skiftede i sommeren 2017 til Varde IF. Han har ifølge Transfermarkt været klubløs siden sæsonen 2020/2021.